# Horvát labdarúgó-bajnokság (első osztály)
A Horvát labdarúgó-bajnokság első osztálya (horvát nyelven Prva hrvatska nogometna liga, vagy röviden Prva HNL, szponzorált nevén pedig Telekom Prva Liga) a legfelsőbb szintű labdarúgó-bajnokság Horvátországban, amelyet a Horvát labdarúgó-szövetség ír ki, és szervez meg 1992 óta.
A horvát bajnokság győztese a következő évi Bajnokok Ligája sorozat selejtezőjében indulhat. A 2016–2017-es szezont követően a HNK Rijeka megszerezte első bajnoki címét. A legsikeresebb csapat a Dinamo Zagreb 21 bajnoki címével, a Hajduk Split hat elsőséggel követi őket.
2003 óta a bajnokság nevében megjelenik az aktuális főtámogató neve:
- 2003-2007 - Prva HNL Ožujsko (Szponzorálta a Zagrebačka pivovara és a Ožujsko sör márka.)
- 2007-2011 - T-Com Prva HNL (Szponzorálta T-Hrvatski Telekom leányvállalata, a Deutsche Telekom.)
- 2011- - MAXtv Prva Liga (Szponzorálja T-Hrvatski Telekom leányvállalata a Deutsche Telekom.)

## Története
Az első szezon 1992 februárjában kezdődött és 1992 júniusában ért véget. Tizenkét klub vett részt a bajnokságban és a szezon végén egyetlen csapat sem esett ki mivel úgy döntöttek hogy a bajnokságot 16 csapatosra bővítik. 1993–94-es bajnokságban már 18 csapat vett részt. Ebben a szezonban két csoportra volt osztva a bajnokság,de a következő idényben már újra 16 csapatosra csökkentették. Az 1997–98-as bajnokság már újra 12 csapatból állt, és új rendszer alkalmaztak. Márciusban a csapatokat két hatos csoportba osztották: felső illetve alsóházi rendszerben mérkőztek és az alapszakasz pontjainak a felét vitték tovább. Ezt a rendszert két évadon keresztül alkalmazták, majd jött az 1999–2000-es szezon ahol minden klub háromszor mérkőzött meg egymással, összesen 33 fordulóban. 2009–2010-es szezonban a bajnokság ismét 16 csapatosra bővült. Ez három szezonig tartott, utána újra 12 csapatosra változtatták és három fordulós volt egészen 2013-ig. 2013–14-es szezontól a jelenlegi tíz csapatos bajnokság van érvényben.

## A 2021–22-es bajnoki szezon csapatai
A legtöbb klub a jelenlegi élvonalbeli csapat a jugoszláv élvonalban is szerepelt 1991 előtt. 
A liga tizenkét alapító tagja közül négy sohasem esett ki: Dinamo Zagreb, Hajduk Split, Osijek és a Rijeka
| Csapat               | Székhely   | Stadion                       | 2020–2021 |
| -------------------- | ---------- | ----------------------------- | --------- |
| Dinamo Zagreb        | Zágráb     | Maksimir Stadion              | 1.        |
| Gorica               | Nagygorica | Gradski stadion Velika Gorica | 5.        |
| Hajduk Split         | Split      | Poljud Stadion                | 4.        |
| Hrvatski Dragovoljac | Zágráb     | Kranjčevićeva Stadion1        | Feljutó   |
| Istra 1961           | Póla       | Aldo Drosina Stadion          | 9.        |
| Lokomotiva Zagreb    | Zágráb     | Kranjčevićeva Stadion2        | 8.        |
| Osijek               | Eszék      | Gradski vrt                   | 2.        |
| Rijeka               | Fiume      | Rujevica Stadion              | 3.        |
| Slaven Belupo        | Kapronca   | Stadion Ivan Kušek-Apaš       | 7.        |
| HNK Šibenik          | Šibenik    | Šubićevac Stadion             | 6.        |

| Csapat               | 21-22-es helyezés | Első szezon az első osztályban | Szezonok az első osztályban | Legjobb helyezés az első osztályban | Bajnoki címek össz. (legutóbbi) |
| -------------------- | ----------------- | ------------------------------ | --------------------------- | ----------------------------------- | ------------------------------- |
| GNK Dinamo Zagreb    | 1.                | 1946–47                        | 32                          | 1st                                 | 27 (2021–22)                    |
| HNK Gorica           | 6.                | 2018–19                        | 5                           | 5th                                 | -                               |
| HNK Hajduk Split     | 2.                | 1923                           | 32                          | 1st                                 | 15 (2004–05)                    |
| NK Istra 1961        | 9.                | 2004–05                        | 17                          | 6th                                 | -                               |
| NK Lokomotiva Zagreb | 5.                | 1946–47                        | 14                          | 2nd                                 | -                               |
| NK Osijek            | 3.                | 1953–54                        | 32                          | 2nd                                 | -                               |
| HNK Rijeka           | 4.                | 1946–47                        | 32                          | 1st                                 | 1 (2016–17)                     |
| NK Slaven Belupo     | 7.                | 1997–98                        | 26                          | 2nd                                 | -                               |
| HNK Šibenik          | 8.                | 1992                           | 21                          | 4th                                 | -                               |
| NK Varaždin ŠN       | 1. 2. HNL         | 2019–20                        | 3                           | 8th                                 | -                               |

## Bajnokcsapatok

### Szezononként
- 1992 - Hajduk Split
- 1992-1993 - Dinamo Zagreb (akkor HAŠK Građanski, 1993 februárjától Croatia)
- 1993-1994 - Hajduk Split
- 1994-1995 - Hajduk Split
- 1995-1996 - Dinamo Zagreb (akkor Croatia)
- 1996-1997 - Dinamo Zagreb (akkor Croatia)
- 1997-1998 - Dinamo Zagreb (akkor Croatia)
- 1998-1999 - Dinamo Zagreb (akkor Croatia)
- 1999-2000 - Dinamo Zagreb
- 2000-2001 - Hajduk Split
- 2001-2002 - Zagreb
- 2002-2003 - Dinamo Zagreb
- 2003-2004 - Hajduk Split
- 2004-2005 - Hajduk Split
- 2005-2006 - Dinamo Zagreb
- 2006-2007 - Dinamo Zagreb
- 2007-2008 - Dinamo Zagreb
- 2008-2009 - Dinamo Zagreb
- 2009-2010 - Dinamo Zagreb
- 2010-2011 - Dinamo Zagreb
- 2011-2012 - Dinamo Zagreb
- 2012-2013 - Dinamo Zagreb
- 2013-2014 - Dinamo Zagreb
- 2014-2015 - Dinamo Zagreb
- 2015-2016 - Dinamo Zagreb
- 2016-2017 - Rijeka
- 2017-2018 - Dinamo Zagreb
- 2018-2019 - Dinamo Zagreb
- 2019-2020 - Dinamo Zagreb
- 2020-2021 - Dinamo Zagreb
- 2021-2022 - Dinamo Zagreb

### Csapatonként
| Csapat        | Bajnoki címek | Szezon |
| ------------- | ------------- | --- |
| Dinamo Zagreb | 23            | 1993, 1996, 1997, 1998, 1999, 2000, 2003, 2006, 2007, 2008, 2009, 2010, 2011, 2012, 2013, 2014, 2015, 2016, 2018, 2019, 2020, 2021, 2022 |
| Hajduk Split  | 6             | 1992, 1994, 1995, 2001, 2004, 2005 |
| Zagreb        | 1             | 2002 |
| Rijeka        | 1             | 2017 |

## UEFA rangsor
Forrás: Bert Kassies' website Archiválva 2017. május 27-i dátummal a Wayback Machine-ben (country rankings Archiválva 2020. november 12-i dátummal a Wayback Machine-ben; team rankings Archiválva 2020. november 22-i dátummal a Wayback Machine-ben); 2019. december 14-én frissítve.
| Jelenlegi helyezés | Utolsó szezont követő helyezés | Változás  | Bajnokság    | Koeffiensek |
| ------------------ | ------------------------------ | --------- | ------------ | ----------- |
| 14                 | 13                             | Növekedés | Skócia       | 26.625      |
| 17                 | 14                             | Növekedés | Görögország  | 22.500      |
| 18                 | 19                             | Csökkenés | Szerbia      | 25.500      |
| 19                 | 15                             | Csökkenés | Horvátország | 24,875      |
| 20                 | 17                             | Csökkenés | Svájc        | 22.500      |
| 21                 | 22                             | Növekedés | Svédország   | 22.750      |
| 22                 | 23                             | Növekedés | Norvégia     | 21.750      |

| Helyezés | Csapat               | Pont   |
| -------- | -------------------- | ------ |
| 45       | Dinamo Zagreb        | 33.500 |
| 120      | Rijeka               | 11.000 |
| 146      | Hajduk Split         | 7.500  |
| 225      | Osijek               | 04.975 |
| 226      | NK Lokomotiva Zagreb | 04.975 |

## A médiában
A múltban minden fordulóban csak egy mérkőzést (derby meccset, a rangadót) adtak a televízióban. A 2008-2009-es szezonban néhány változás történt e téren. A horvát nemzeti TV hálózat (HRT) elindította új tévéműsorát, a Volim Nogomet (Szeretem a labdarúgást), amelyet a liga fő szponzorával, a T-Comjával hoztak létre. A showban vasárnap délután öt mérkőzést közvetítettek, a derby meccs pedig 20.15 órakor került a programra, így a nézők megtekinthették az összes mérkőzést. Szakértők is helyet foglaltak a stúdióban, kommentálták meccseket és egyéb dolgokat, amelyek nem kapcsolódtak a labdarúgáshoz. A projekt fő kezdeményezője a híres horvát labdarúgó, majd a liga elnöke, Igor Štimac volt. A legtöbb klub nem volt elégedett az így létrejött menetrenddel és követelte, hogy vasárnap helyett szombat délután, este játszhassanak.  A változtatás a következő szezontól megtörtént, az egyetlen vasárnapi mérkőzés a derbi meccs volt. 
2010 novemberében, közvetítési jogok eladták a Digitel Komunikacije kommunikációs ügynökségnek öt éves időtartamra, kezdve a 2011-12-es szezontól. A tárgyalások után az elmúlt húsz évben közvetítő HRT-től a  Digitelhez kerültek a jogok. A mérkőzések jelenleg az Arenasport adja, ami egy öt csatornás kábeltelevíziós hálózat, a T-HT leányvállalata. Minden mérkőzést élőben közvetítenek minden fordulóból, vasárnap este az RTL 2 és HRT 2 csatornákon pedig összefoglalót sugároznak.

## Statisztikák
| Helyezés                                           | Játékos         | Gólok száma |
| -------------------------------------------------- | --------------- | ----------- |
| 1                                                  | Davor Vugrinec  | 146         |
| 2                                                  | Igor Cvitanović | 126         |
| 3                                                  | Joško Popović   | 111         |
| 4                                                  | Miljenko Mumlek | 107         |
| 5                                                  | Tomislav Erceg  | 97          |
| 6                                                  | Ivan Krstanović | 96          |
| 7                                                  | Nino Bule       | 88          |
| 8                                                  | Renato Jurčec   | 87          |
| 9                                                  | Robert Špehar   | 86          |
| 10                                                 | Marijo Dodik    | 84          |
| vastagal van jelölve a jelenleg is aktív labdarúgó |                 |             |

A Prva HNL játékosai a Prva HNL Top Scorer trófeáért versengenek, melyet minden szezon végén a legjobb gólszerzőnek ítélnek oda. Az egykori Dinamo Zagreb csatár, Igor Cvitanović tartotta a rekordot a gólok számát tekintve, mikor 2012 áprilisában visszavonult, 126 találat állt a neve mellett. Cvitanović pályafutása során két alkalommal hódította el a gólkirályi címet. Az 1997-1998 szezonban ő lett az első játékos aki elérte a százgólos határt. 2012. április 14-én Davor Vugrinec 127. góljával felülmúlta Cvitanović rekordját. Vugrinec 2015 májusában vonult vissza, 146 bajnoki góllal a neve mellett. Csak két másik játékos van aki elérte a 100 gólos határt; Joško Popović és Miljenko Mumlek.
Az 1992-es első szezon óta tizenkilenc különböző játékos nyerte el a gólkirályi címet. Goran Vlaović,  Robert Špehar, Igor Cvitanović, Tomo Šokota és Ivica Olić nyert kétszer is a mesterlövészek versenyében. A Dinamo Zagreb  csapata adta a legtöbb győztest. Eduardo da Silva tartja az egy szezonban lőtt legtöbb gól rekordját (34) - a Dinamo Zagreb mezében a 2006-07 szezonban. Az egy mérkőzésen lőtt legtöbb gól a hat találat volt, ez a teljesítmény Marijo Dodik nevéhez fűződik. Futács Márkó egyedüli magyarként szerzett gólkirályi címet a horvát bajnokságban, mégpedig a 2016-2017-es szezon végén a Hajduk Solit mezében 18 gólt szerezve.
Dinamo Zagreb lett az első csapat amely elérte az 1000 gólt a bajnokságban.  1993. december 12-én a Dinamo Zagreb 10-1-re verte az NK Pazinka  csapatát, ez a legnagyobb arányú győzelem a bajnokság történetében.

## Díjak
Három díjat osztanak ki minden évben a horvát bajnokság legjobbjai közt:
- A Sportske Novosti Yellow Shirt az év labdarúgójának a Sportske Novosti újságírói szerint.
- A Prva HNL Player of the Year (Tportal)  A Tportal horvát honlap és a klubok csapatkapitányai által az év játékosának járó díj.
- A Football Oscar a klubok vezetői és a játékostársak által a legjobbnak vélt labdarúgó kapja.

## Lásd még
- Horvát labdarúgó-válogatott
- A horvát labdarúgó-bajnokságok rendszere

## Külső hivatkozások
- Horvát Labdarúgó Szövetség
- Horvát első osztály